# キュムラント
確率論や統計学において、キュムラント（きゅむらんと、英: cumulant）は、分布を特徴付ける特性値の一つ。キュムラント母関数を級数展開した際の係数として定義する。その性質を研究したT. N. ティエレに因み
、ティエレの半不変数(英: semi-invariant)とも呼ぶ。

## 定義
確率変数Xに対して、
{\displaystyle M(s):=\langle e^{sX}\rangle }
で定義されるモーメント母関数の対数log M(s)をキュムラント母関数と呼ぶ。但し、⟨…⟩は期待値を取る操作を表すものとする。キュムラント母関数の級数展開
{\displaystyle \log {M(s)}=\sum _{n=1}^{\infty }{\frac {c_{n}}{n!}}s^{n}}
において、係数cnをn次のキュムラントもしくは、ティエレの半不変数と呼ぶ。この級数展開がn=0の項を含まないことは、logM(0) = log 1 = 0よりわかる。キュムラントを表す記号としてcnのほかに、κnやモーメント⟨Xn⟩に対応した⟨Xn⟩cが用いられる。また、確率変数のべき乗Xnに対し
{\displaystyle \langle X^{n}\rangle _{\mathrm {c} }}
を与える操作をキュムラント平均と呼ぶ。

## 性質
半不変数という呼び名は、確率変数のアフィン変換
{\displaystyle Y=\alpha X+\beta \,}
において、モーメントが
{\displaystyle \langle Y\rangle =\alpha \langle X\rangle +\beta ,\,\,\langle Y^{2}\rangle =\alpha ^{2}\langle X^{2}\rangle +2\alpha \beta \langle X\rangle +\beta ^{2},\dots }
となり、一般に
{\displaystyle \langle Y^{n}\rangle =\sum _{k=0}^{n}{n \choose k}\alpha ^{n-k}\beta ^{k}\langle X^{n-k}\rangle \quad n=1,2,\dots }
と変換されるのに対し、キュムラントは、
{\displaystyle \langle Y\rangle _{\mathrm {c} }=\alpha \langle X\rangle _{\mathrm {c} }+\beta ,\,\,\langle Y^{n}\rangle _{\mathrm {c} }=\alpha ^{n}\langle X^{n}\rangle _{\mathrm {c} }\quad n=2,3,\dots }
と、ほとんど形を変えないことに因む。

## 多変数におけるキュムラント
多変数の確率変数X1,..., Xnに対するキュムラントも、そのキュムラント母関数の級数展開の係数として、次式で与えられる。
{\displaystyle {\begin{aligned}\log {M(s_{1},\dots ,s_{n})}&=\sum _{k=1}^{\infty }{\frac {1}{k!}}\sum _{j_{1},\dots ,j_{k}=1}^{n}\langle X_{j_{1}}\dotsb X_{j_{k}}\rangle _{\mathrm {c} }s_{j_{1}}\dotsb s_{j_{k}}\\&=\sum _{k=1}^{\infty }\sum _{k_{1}+\dots +k_{n}=k}\langle X_{1}^{k_{1}}\dotsb X_{n}^{k_{n}}\rangle _{\mathrm {c} }{\frac {s_{1}^{k_{1}}\dotsb s_{n}^{k_{n}}}{k_{1}!\dotsb k_{n}!}}\end{aligned}}}
ここで、第一行の右辺は、j1,..., jkは1,..., nの値を自由に取るものとした、変数の重複も含む表現であり、第二行の右辺は変数の重複は含まない表現である。
多変数のキュムラントは、確率変数X1,..., Xnが二つ以上の互いに独立な組に分かれるとすると、それらのなかで独立な変数にまたがるキュムラントは常に０になるという重要な性質を有する。
{\displaystyle \langle X_{j_{1}}\dotsb X_{j_{k}}\rangle _{\mathrm {c} }=0}　（独立な組に分けられる場合）
実際、確率変数が例えば、(X1,..., Xm)、(Xm+1,..., Xn)と二つの独立な組に分かれるとすると、モーメント母関数はその性質から二つの積に分解される。
{\displaystyle M(s_{1},\dots ,s_{n})=M(s_{1},\dots ,s_{m})M(s_{m+1},\dots ,s_{n})}
従って、キュムラント母関数は
{\displaystyle \log {M(s_{1},\dots ,s_{n})}=\log {M(s_{1},\dots ,s_{m})}+\log {M(s_{m+1},\dots ,s_{n})}}
となり、左辺の級数展開において、二つの組にまたがる変数の積の項は現れず、対応するキュムラントは０となる。二つ以上の互いに独立な組に分かれる場合も同様である。

## 例

### ポアソン分布
確率分布関数が
{\displaystyle P(x=k)={\frac {\lambda ^{k}e^{-\lambda }}{k!}}\,}
で与えられるポアソン分布において、キュムラント母関数は次のように与えられる。
{\displaystyle \log {M(s)}=\lambda (e^{s}-1)=\sum _{n=1}^{\infty }{\frac {\lambda s^{n}}{n!}}}
従って、全てのキュムラント cn は λ となる。
{\displaystyle c_{n}=\lambda \quad n=1,2,\dots }

### ガウス分布
確率密度関数が
{\displaystyle p(x)={\frac {1}{{\sqrt {2\pi }}\sigma }}\exp \left(-{\frac {(x-\mu )^{2}}{2\sigma ^{2}}}\right)}
で与えられるガウス分布において、キュムラント母関数は
{\displaystyle \log {M(s)}=\mu s+{\frac {\sigma ^{2}}{2!}}s^{2}}
であり、キュムラントは
{\displaystyle {\begin{aligned}c_{1}&=\mu \\c_{2}&=\sigma ^{2}\\c_{n}&=0\quad n=3,4,\dots \end{aligned}}}
となる。このように三次以上の高次のキュムラントが全て０になるのが、ガウス分布の特徴である。

## 物理学への応用
物理学でキュムラント展開が用いられる例として以下のようなものがある。
- 古典気体のクラスター展開
- スピン緩和やブラウン運動などの非平衡統計力学の諸問題
- 多体問題で知られている連結クラスター展開